# Кен Паркер (Лунов магнус стрип)
Кен Паркер је стрип серијал који је почео да излази у бившој Југославији у Лунов магнус стрипу 1978. године. Прва епизода објављена је у ЛМС-301. До 1989. године, објављено је првих 58 епизода.

## Епизоде објављене у Лунов магнус стрипу (1978—1989)

### 1978
301. Дуга Пушка
305. Дуга Пушка и Дакоте

### 1980
417. Ниски ударци
422. Чаура против Паркера
428. Киацента, права жена
433. Највећи шериф
439. Тиранин из Монтане

### 1981
444. Живи у пламену
449. Ајкуле
454. Бели пакао
460. Ескимка Ења
466. Балада о Пат О'Шејн
471. Врели град
476. Нокаут
481. Једног лета
487. Завера Команча

### 1982
493. Крвава стаза
500. Врисак у зору
502. Ко је убица
506. Чатануга у пламену
510. Храбра удовица
514. Ледени човек
520. Ратник Мандан
527. Клопка за Кена

### 1983.
532. Прајсова част
539. Револвераш
543. Авети прошлости
548. Црни брегови
555. Генерал у паклу
560. Романтична леди
565. Откуцаји срца
571. Стаза дивова

### 1984
578. Убиство у Монтани
584. Пљачка ”Велс фарго”
588. Погодак у мету
593. Залог љубави
597. Апач Чато
604. Несуђена скво
607. Седам златних градова
611. На ивици живота
618. На путу за Јуму

### 1985
625. Кочитова скво
632. Дневник Адах
649. Дивља грива
661. Дани страха
665. Паркер у мрежи

### 1986
674. Игре са смрћу
696. Наикини Ратници
704. Врело живота

### 1987
734. Лепотица и звер
750. Накит и превара

### 1988
762. Пљачка у Реџинстриту
774. Наручени злочин
784. Шпијун
792. Донованови дечаци

### 1989
806. Санте Фе експрес
840. Обрачун у Стоктону
845. Оружје и превара

### 2023
1026. Кралица Мисурија (19.12.2023)

## Наставак серијала
Наставак серијала Кен Паркер у Србији почиње 2003. године у издању издавачке куће System Comics, који почиње да објављује тамо где је Лунов магнус стрип стао. System Comics је објавио до тада све преостале епизоде у 22 свеске, закључно са епизодом Бакарно лице (оригинално објављена 1998. године).